# Ahmed İzzet Pascià
Ahmed İzzet (in turco ottomano أحمد عزت باشا; Bitola, 1864 – Istanbul, 1937) fu uno degli ultimi gran visir dell'Impero ottomano (14 ottobre - 8 novembre 1918), e suo ultimo ministro degli Affari Esteri.

## Biografia
Nato a Manastir da una famiglia di origini albanesi, Ahmed Izzet era figlio di uno dei più importanti proprietari della città. Dal 1887 al 1890 egli studiò strategia e geografia militare presso il Collegio di Guerra ottomano, mentre sino al 1894 studiò in Germania sotto la guida del barone Colmar von der Goltz. Come risultato della sua partecipazione alla Guerra greco-turca egli venne promosso al rango di Miralay (colonnello). Nel 1908 dopo la Rivoluzione dei Giovani Turchi egli divenne capo dello staff generale dell'Impero ottomano. Durante questo periodo egli si oppose alle rappresaglie dell'esercito ottomano alla guida di Mahmut Şevket Pascià contro i civili durante le rivolte in Albania. Egli si oppose strenuamente alla politica di Mahmud Pasha il che portò alle sue dimissioni ed alla sua rinomina nello Yemen nel febbraio del 1911. Egli ebbe il comando della Terza Armata nel Caucaso nella prima fase della prima guerra mondiale prima di essere sollevato da tale incarico. Successivamente, nel 1916, egli venne nominato comandante della Seconda Armata che combatté nel Caucaso al fianco della Terza Armata. Nel 1917 egli venne nominato comandante del gruppo di armate dell'Anatolia che comprendeva la Seconda e la Terza Armata. In quegli anni egli raggiunse il grado più alto dell'esercito, quello di maresciallo dell'impero. Dopo la guerra egli venne richiamato a guidare il governo che firmò l'armistizio di Mudros.
Anche se il suo periodo in carica fu di breve durata, egli fu probabilmente il più famoso tra i segnatari dell'Armistizio di Mudros il 30 ottobre 1918, ponendo la parola fine all'intervento della Turchia nella prima guerra mondiale. Egli si dimise l'8 novembre 1918. Dopo la dissoluzione dell'Impero ottomano e la perdita consequenziale del titolo di pascià, egli adottò il cognome di Furgaç nel 1934. Le sue decisioni prese durante la Campagna del Caucaso erano state criticate e reputate come uno dei fallimenti dell'operazione militare, mentre la sua successiva alta reputazione in Turchia venne attribuita a molte attività nell'ambito della Guerra d'indipendenza turca.